# Ibrahim Mahgoub
Ibrahim Mahgoub (arab. ابراهيم محجوب, ur. w 1921) – libański zapaśnik walczący w stylu klasycznym. Olimpijczyk z Londynu 1948, gdzie zajął czternaste miejsce w kategorii do 87 kg. (Wycofał się po pierwszej rundzie)

## Letnie Igrzyska Olimpijskie 1948
| Konkurencja          | Rundy eliminacyjne             | Klas. końcowa |
| Konkurencja          | Przeciwnik I                   | Miejsce       |
| -------------------- | ------------------------------ | ------------- |
| 87 kg styl klasyczny | Erling Stuer Lauridsen (DEN) P | 14.           |